# J. J. Watt
Justin James „J. J.“ Watt (* 22. März 1989 in Waukesha, Wisconsin) ist ein ehemaliger US-amerikanischer American-Football-Spieler auf der Position des Defensive Ends. Er spielte College Football für die Central Michigan University und die University of Wisconsin–Madison. Im NFL Draft 2011 wählten ihn die Houston Texans als elften Spieler in der ersten Runde aus. Watt galt auf dem Höhepunkt seiner Karriere als einer der besten Spieler der National Football League (NFL), war dreimal NFL Defensive Player of the Year und wurde in fünf Pro Bowls gewählt. Nach zehn Jahren bei den Texans schloss Watt sich 2021 den Arizona Cardinals an, für die er zwei Jahre lang spielte.

## College
Watt wurde als Zwei-Sterne-Talent bewertet und war weder bei den Tight Ends noch bei den Defensive Ends unter den Toptalenten gelistet. Allerdings wurde er als siebtbester Spieler in Wisconsin geführt. Nachdem er unter anderem die Universitäten von Central Michigan, Colorado und Minnesota besucht hatte, schrieb er sich bei der Central Michigan University ein.

### Central Michigan
Watt spielte 2007 ein Jahr für die Central Michigan Chippewas als Tight End und fing dabei 8 Pässe für 77 Yards. Allerdings war er unzufrieden mit seiner Situation und entschied, um seine Chancen auf eine NFL-Karriere zu erhöhen, zur University of Wisconsin zu wechseln, welche nur 45 Minuten von seiner Heimatstadt entfernt liegt.

### Wisconsin
Watt hatte schon immer vorgehabt, für die Wisconsin Badgers aufzulaufen, wurde jedoch von ihnen nach der Highschool für zu leicht befunden. Obwohl er in Michigan mehr als 10 kg zugenommen hatte, wurde ihm auch jetzt wenig Hoffnung auf Spielzeit gemacht. 2008 setzte er aus, doch 2009 spielte er in allen 13 Spielen als Defensive End und verbuchte 44 Tackles und vier Sacks.
2010 beendete er die Saison mit 59 Tackles, sieben Sacks, einer Interception und zwei eroberten Fumbles, wofür er unter anderem den Ted Hendricks Award für den besten Defensive End im College Football verliehen bekam. Obwohl er die Möglichkeit hatte, ein weiteres Jahr am College zu spielen, entschied er sich am NFL Draft 2011 teilzunehmen.

## NFL

### Houston Texans
Am 28. April 2011 wurde Watt als elfter Spieler des Drafts von den Houston Texans ausgewählt. Am 31. Juli 2011 unterschrieb er einen Vierjahresvertrag über 11.237.000 US-Dollar.

#### 2011
In seinem ersten NFL-Spiel gelangen ihm fünf Tackles, und er eroberte einen Fumble. Bis zum Ende der Spielzeit sammelte er 56 Tackles, 5,5 Sacks, zwei eroberte Fumbles und ein geblocktes Field Goal.
Im ersten Play-off-Spiel der Houston Texans überhaupt, am 7. Januar 2012 gegen die Cincinnati Bengals, gelang ihm gegen den Quarterback der Bengals, Andy Dalton, eine Interception, die er zu seinem ersten Touchdown in die Endzone zurücklief. Die Texans gewannen mit 31:10.
In der Divisional Round gegen die Baltimore Ravens am 15. Januar 2012 sackte er Joe Flacco 2,5 mal, konnte die 13:20-Niederlage und somit das erste Play-off-Aus der Texans aber nicht verhindern.

#### 2012
Seine zweite Profisaison wurde eine der besten, die ein Verteidiger in der NFL je hatte. Am 12. Spieltag gegen die Detroit Lions brach Watt den Franchiserekord von Mario Williams für die meisten Sacks in einer Saison. Watt beendete die Saison mit 81 Tackles, 20,5 Sacks, 39 Tackles für Yardverlust, vier erzwungenen Fumbles, zwei eroberten Fumbles und 16 geblockten Pässen. Watt wurde zum ersten Mal in den Pro Bowl gewählt und als All-Pro ausgezeichnet.

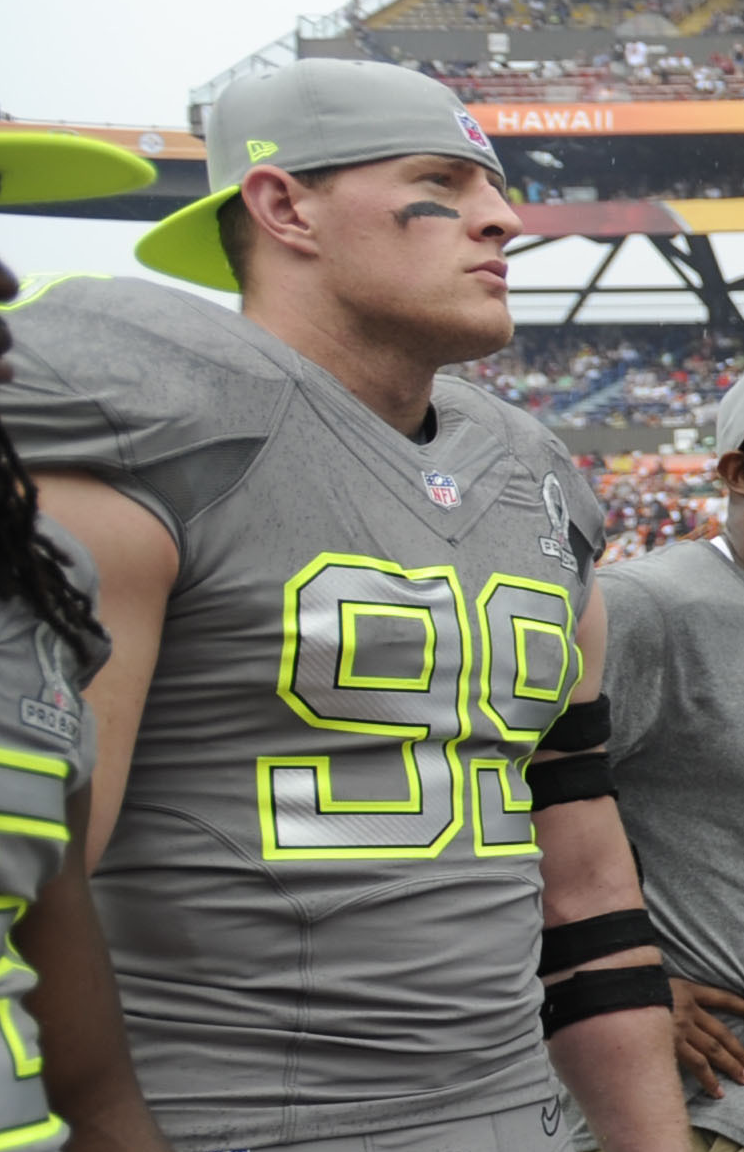
Watt beim Pro Bowl 2013

Die Texans spielten erneut gegen die Cincinnati Bengals in der Wild-Card-Round der Play-offs. Watt gelangen fünf Tackles und ein Sack, und er verhalf seinem Team zum 19:13-Sieg. In der Divisional Round gegen die New England Patriots erwischte Watt wie die komplette Defense einen schlechten Tag und ließ 41 Punkte zu. Somit schieden die Texans durch die 28:41-Niederlage wie im Jahr zuvor in der Divisional Round aus.
Am 14. Januar 2013 wurde Watt zum AFC Defensive Player of the Year und am 3. Februar zum NFL Defensive Player of the Year (Verteidiger des Jahres) ausgezeichnet.

#### 2013
Watt spielte 2013 in allen 16 Spielen, und ihm gelangen 80 Tackles, 10,5 Sacks, vier erzwungene und zwei eroberte Fumbles. Zudem blockte er sieben Pässe und wurde trotz der schwachen Saison seines Teams wieder in den Pro Bowl gewählt. Nachdem die Texans die ersten zwei Saisonspiele gewannen, gingen die restlichen 14 allesamt verloren, und sie beendeten die Saison als schlechtestes NFL-Team.

#### 2014
Am 1. September 2014 unterschrieb Watt einen neuen Sechsjahresvertrag über 100 Millionen US-Dollar und einem Unterschriftsbonus von 30,9 Millionen. Der Vertrag macht ihn mit einem Gehalt von 21 Millionen in der Saison 2016 zum bestbezahlten NFL-Verteidiger aller Zeiten.
Am 14. September 2014 fing er gegen die Oakland Raiders als Tight End einen Pass seines Quarterbacks Ryan Fitzpatrick und erzielte somit seinen ersten Offensiv-Touchdown. Seinen zweiten Touchdown der Saison erzielte er am 28. September gegen die Buffalo Bills, als er einen Pass von E. J. Manuel abfing und über 80 Yards in die Endzone zurücktrug. In dem Spiel gelangen J. J. Watt außerdem neun Hits gegen Manuel, und er wurde als AFC Defensive Player of the Month ausgezeichnet. Gegen die Indianapolis Colts gelang Watt sein dritter Touchdown, als er gegen Andrew Luck einen Fumble erzwang. Er nahm den Ball auf und trug ihn über 45 Yards in die Endzone zurück. Seinen vierten Touchdown erzielte er gegen die Cleveland Browns, als er einen Pass von Ryan Mallett in der Endzone fing. Für den fünften Touchdown fing er einen Pass von Ryan Fitzpatrick, damit war er der erste Defensive Lineman mit fünf Touchdowns in einer Saison seit 1994.
Am 21. Dezember gelang Watt sein 54. Sack, was einen Franchiserekord darstellt. Sein 54. Sack war das erste Safety seiner Karriere; in diesem Spiel erzielte er drei Sacks und 20,5 in der Saison. J. J. Watt war damit der erste Spieler, der in zwei Saisons über 20 Sacks erzielte.
Für diese Saison, die eine der besten in der Geschichte der NFL für einen Spieler der Defense war, wurde er in den Pro Bowl gewählt. Im Pro Bowl fing Watt eine Interception, nahm einen gefumbleten (unbeabsichtigt fallengelassen) Ball auf und wurde zum Defensive MVP gewählt. Außerdem wurde er als Defensive End in das First All-Pro Team und als Defensive Tackle in das Second All-Pro Team gewählt. Auch die Wahl zum Defensive Player of the Year gewann er, und bei der Wahl zum NFL Most Valuable Player Award wurde er Zweiter.

#### 2015
In der Saison 2015 spielte J. J. Watt alle 16 Spiele als Starter, trotz einer gebrochenen Hand und einer Leistenverletzung. Ihm gelangen 76 Tackles, 17,5 Sacks, drei erzwungene Fumbles und ein eroberter Fumble. Watt wurde nach der Saison zum vierten Mal in Serie in den Pro Bowl gewählt, an dem er aber aufgrund einer Verletzung nicht teilnehmen konnte. Mit den Houston Texans beendete er die Saison mit einer 9:7 Bilanz und führte sein Team damit in die Play-offs, wo die Texans ihr Wild-Card-Spiel gegen die Kansas City Chiefs mit 0:30 verloren. Nach der Saison musste sich J. J. Watt einer Operation an der Leiste unterziehen. Am 6. Februar 2016 wurde Watt zum dritten Mal als NFL Defensive Player of the Year Award ausgezeichnet. Er ist damit nach Lawrence Taylor der zweite Spieler, der die Auszeichnung in zwei aufeinanderfolgenden Jahren gewann.

#### 2020
Nach der Saison 2020 entließen die Texans Watt auf seinen Wunsch hin.

### Arizona Cardinals

#### 2021
Im März 2021 unterschrieb Watt einen Zweijahresvertrag über 31 Millionen Dollar bei den Arizona Cardinals.

#### 2022
Im September 2022 wurde bei Watt Vorhofflimmern festgestellt. Nachdem diese durch Kardioversion behandelt wurde, setzte Watt seine Saison bei den Cardinals fort. Am 27. Dezember 2022 verkündete Watt sein Karriereende zum Ende der Saison.

## Auszeichnungen und Rekorde

### NFL
- 5× Pro Bowl (2012, 2013, 2014, 2015, 2018)
- 4× First-team All-Pro (2012, 2013, 2014, 2015)
- 3× AP NFL Defensive Player of the Year (2012, 2014, 2015)
- 2× NFL Sacks Leader (2012, 2015)
- Bert Bell Award (2014)
- Erster Spieler mit zwei Saisons mit 20+ Sacks (2012, 2014)
- Walter Payton Man of the Year Award (2017)

#### Franchise-Rekorde bei den Houston Texans
- Meiste Sacks (87,5)
- Meiste erzwungene Fumbles (20)

### College
- Lott Trophy (2010)
- Big Ten Champion (2010)

## Persönliches
J. J. Watt hat zwei Brüder, Derek Watt und T. J. Watt. Sowohl Derek (Fullback) wie auch T. J. (Outside Linebacker) spielen in der NFL für die Pittsburgh Steelers.
Seit dem 26. Mai 2019 ist J. J. Watt mit Kealia Ohai, der Kapitänin der Houston Dash, verlobt. Am 15. Februar 2020 heirateten die beiden auf den Bahamas. Ohai wechselte zur neuen Saison zu den Chicago Red Stars.

## Belege
1. ↑  Watt arguably best player in NFL (englisch) ESPN.com, abgerufen am 1. November 2014
2. ↑  2007 Prospect Ranking (englisch) Rivals.com, abgerufen am 1. November 2014
3. ↑  Watt driven to succed (englisch) Chron.com, abgerufen am 1. November 2014
4. ↑  JJ Watt College Profile (englisch) sports-reference.com, abgerufen am 1. November 2014
5. ↑  Watt to enter NFL draft (Memento vom 15. April 2011 im Internet Archive) (englisch) uwbadgers.com, abgerufen am 1. November 2014
6. ↑  Houston Texans Draft 2011 (Memento vom 8. Juni 2015 im Internet Archive) (englisch) houstontexans.com, abgerufen am 19. April 2019
7. ↑  Watts contract (englisch) forbes.com, abgerufen am 1. November 2014
8. ↑  Foster leads Texans past Bengals (Memento vom 20. Mai 2013 im Internet Archive) (englisch) sportingnews.com, abgerufen am 2. November 2014
9. ↑  J.J. Watt stats (englisch) ESPN.com, abgerufen am 2. November 2014
10. ↑  A. Peterson and J.J. Watt top all pros (englisch) ESPN.com, abgerufen am 2. November 2014
11. ↑  Watt named afc defensive player of the year (Memento vom 18. Januar 2013 im Internet Archive) (englisch) CBSlocal.com, abgerufen am 2. November 2014
12. ↑  JJ Watt near unanimous defensive player of the year (englisch) NFL.com, abgerufen am 2. November 2014
13. ↑  John Breech: Texans, J.J. Watt agree to terms on 6-year, $100 million extension. In: CBSSports.com. 2. September 2014, archiviert vom Original am 11. April 2016; abgerufen am 2. November 2014 (englisch).
14. ↑  JJ Watt catches Touchdown Pass (englisch) usatoday.com, abgerufen am 2. November 2014
15. ↑  DE Watt undergoes groin surgery (Seite nicht mehr abrufbar, festgestellt im Dezember 2023. Suche in Webarchiven) (englisch)
16. ↑  NFL: Houston Texans entlassen J.J. Watt nach dessen Bitte auf spox.com. 12. Februar 2021, abgerufen am 12. Februar 2021.
17. ↑  Veteran DE J.J. Watt to sign two-year deal with Cardinals auf nfl.com. 1. März 2021, abgerufen am 1. März 2021 (englisch).
18. ↑  Cardinals' J.J. Watt reveals he went into atrial fibrillation earlier in the week, will play vs. Panthers. Abgerufen am 27. Dezember 2022 (englisch).
19. ↑  JJ Watt auf Instagram: "Koa’s first ever NFL game. My last ever NFL home game. My heart is filled with nothing but love and gratitude. It’s been an honor and a pleasure. 🙏🏼". Abgerufen am 27. Dezember 2022.
20. ↑  https://twitter.com/jjwatt/status/1607765508476252160. Abgerufen am 27. Dezember 2022.
21. ↑  Lindsay Kimble: JJ Watt Ties the Knot! NFL Star Marries Kealia Ohai in the Bahamas — See Her Dress! JJ Watt and Kealia Ohai got engaged back in May 2019. People - Meredith Corporation, 15. Februar 2020, abgerufen am 19. Februar 2020 (amerikanisches Englisch): „The Houston Texans defensive end and his fiancée, pro soccer player Kealia Ohai, tied the knot in the Bahamas on Saturday night.“
22. ↑  Lindsay Kimble: JJ Watt Ties the Knot! NFL Star Marries Kealia Ohai in the Bahamas — See Her Dress! JJ Watt and Kealia Ohai got engaged back in May 2019. People - Meredith Corporation, 15. Februar 2020, abgerufen am 19. Februar 2020 (amerikanisches Englisch): „It was recently announced that Ohai will be leaving the Dash to play for the Chicago Red Stars.“

| Personendaten    | Personendaten                               |
| ---------------- | ------------------------------------------- |
| NAME             | Watt, J. J.                                 |
| ALTERNATIVNAMEN  | Watt, Justin James (vollständiger Name)     |
| KURZBESCHREIBUNG | US-amerikanischer American-Football-Spieler |
| GEBURTSDATUM     | 22. März 1989                               |
| GEBURTSORT       | Waukesha, Wisconsin, Vereinigte Staaten     |